# Університет Нью-Мексико

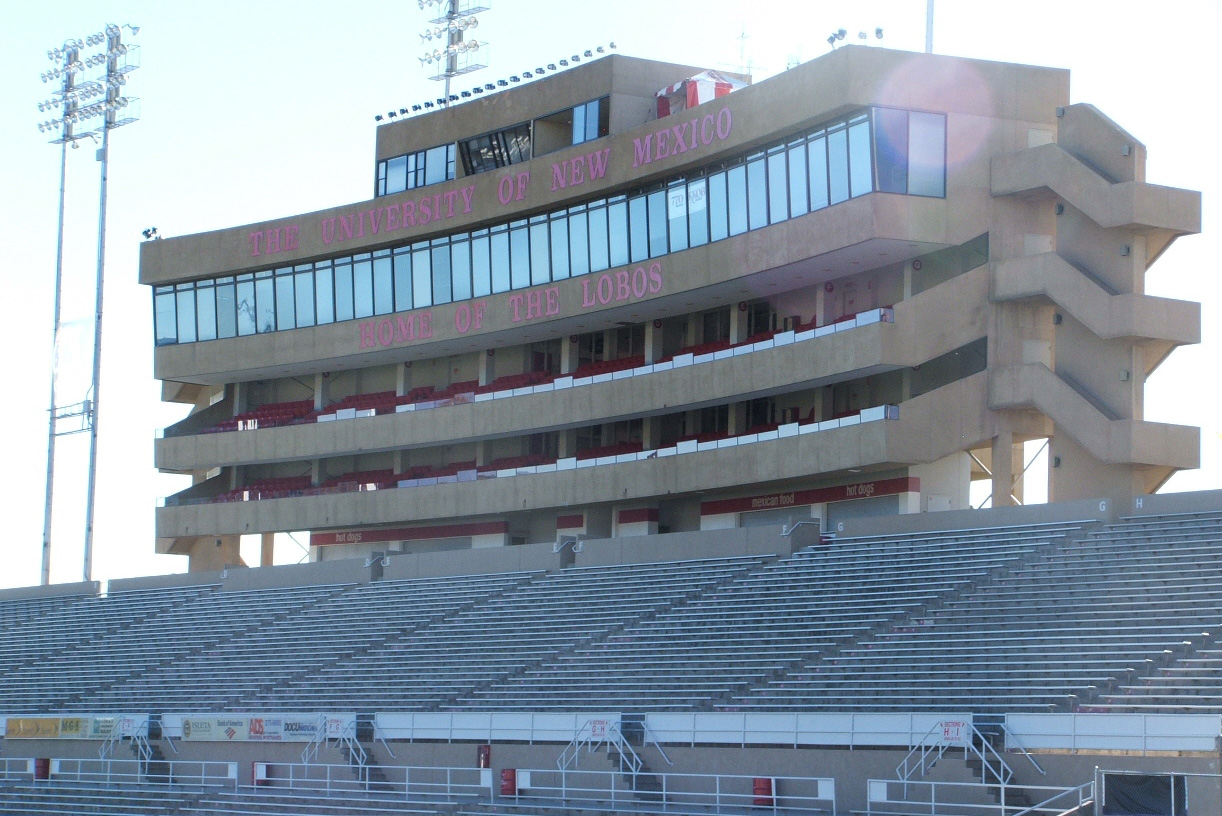
Стадіон університету

Університет Нью-Мексико (англ. University of New Mexico) — державний університет, що розташовується в місті Альбукерке, Нью-Мексико, США. Має близько 34 674 студентів.
Заснований в 1889 році, університет пропонує ступені бакалавра, магістра, доктора, і професійні ступені в самих різних областях. Його кампус в Альбукерке охоплює понад 600 акрів (2,4 км²). Університет Нью-Мексико має філії в Геллапі, Лос-Аламосі, Ріо-Ранчо, Таосі, і Лос-Лунасі.